# 尚陆
尚陆，法国摄影评论家，收藏家 现居上海。向世界推广中国当代摄影艺术，在上海开设比极影像画廊，在2010年获得《摄影之友》年度画廊主称号。

## 生平
尚陆出生于越南西贡，在法国长大。先后毕业于巴黎政治学院，巴黎第四大学，取得硕士学位，于2002年移居中国，居住在上海。
尚陆曾在中国、法国、缅甸、柬埔寨、意大利、比利时等地策划过摄影展览。

## 外部連結
- 尚陆：有机会我会从外国人的角度写中国摄影史 （页面存档备份，存于）－中文
- 比极影像画廊官方網站 （页面存档备份，存于） -  中英文